# Brîhadîrivka, Horol
Brîhadîrivka (în ucraineană Бригадирівка) este un sat în comuna Ialosovețke din raionul Horol, regiunea Poltava, Ucraina.

## Demografie
Componența lingvistică a localității Brîhadîrivka
     Ucraineană (94,91%)
     Rusă (4,48%)
     Alte limbi (0,41%)
Conform recensământului din 2001, majoritatea populației localității Brîhadîrivka era vorbitoare de ucraineană (94,91%), existând în minoritate și vorbitori de rusă (4,48%).